# Inga latibracteata
Inga latibracteata är en ärtväxtart som beskrevs av Hermann August Theodor Harms. Inga latibracteata ingår i släktet Inga och familjen ärtväxter. Inga underarter finns listade i Catalogue of Life.